# Dynstrimharkrank
Dynstrimharkrank (Nephrotoma quadristriata) är en tvåvingeart som först beskrevs av Theodor Emil Schummel 1833.  Dynstrimharkrank ingår i släktet Nephrotoma och familjen storharkrankar. Enligt den svenska rödlistan är arten sårbar i Sverige. Arten förekommer på Gotland, Svealand, Nedre Norrland och Övre Norrland. Arten har tidigare förekommit i Götaland och Öland men är numera lokalt utdöd. Artens livsmiljö är havsstränder, våtmarker. Inga underarter finns listade i Catalogue of Life.